# 国家元帥
国家元帥（こっかげんすい、ドイツ語: Reichsmarschall）は、 第二次世界大戦中のドイツ国防軍における最高位の階級である。帝国元帥、大ドイツ総元帥とも訳される。事実上の大元帥に相当する。

## 歴史
最初に国家元帥（Reichserzmarschall）の称号が登場したのは、12世紀より前の神聖ローマ帝国時代のことである。その後は任官者はなく、ドイツ帝国時代と第一次世界大戦中に、ドイツ帝国陸軍で国家元帥になった者はいなかった。
ナチス・ドイツ時代に「大ドイツ国国家元帥（Reichsmarschall des Großdeutschen Reiches）」の名称で復活し、1940年にドイツ空軍の最高指揮官であるヘルマン・ゲーリング元帥が唯一これに昇進した。ゲーリングは7月19日の元帥任命式において、その日元帥となる他の国防軍の将軍たちより上位であることを示したため、事実上の大元帥に相当すると言えるが、他国のような名誉称号ではなく、アメリカ軍のそれと似たような個別の階級である。したがって、あくまでアドルフ・ヒトラーの総統の地位に次ぐものであり、彼の後継者であることを確立するための意味合いがあった。
しかし、1945年4月末にヒトラーに指揮権を引き継ぐ許可を求める電報を送った直後、彼はゲーリングから全ての官位を剥奪し、海軍総司令官カール・デーニッツ海軍元帥を新たに後継者に指名した。この任命はヒトラーが自殺した日（1945年4月30日）より前に行われたが、マルティン・ボルマンとヨーゼフ・ゲッベルスによる公示は1945年5月1日まで先延ばしにされた。
| 氏名                 | 任官年月日    | 任官時の役職           |
| -------------------- | ------------- | ---------------------- |
| ヘルマン・ゲーリング | 1940年7月19日 | 航空大臣兼空軍総司令官 |

## 階級章・制服・旗

肩章
襟章
1940年から1941年の国家元帥旗
1940年から1941年の国家元帥旗（裏面）
1941年から1945年の国家元帥旗（裏面）
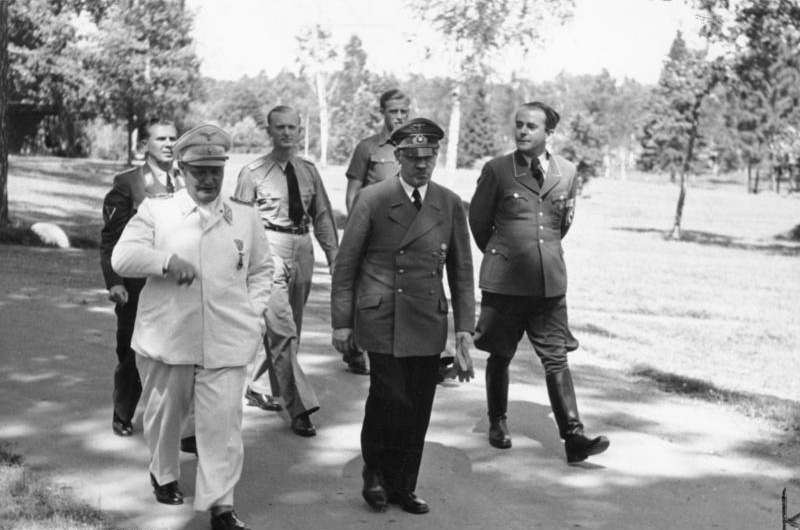
ヒトラー（中央）、シュペーア（右）と共に歩く、国家元帥の制服を着用したゲーリング（1943年8月）
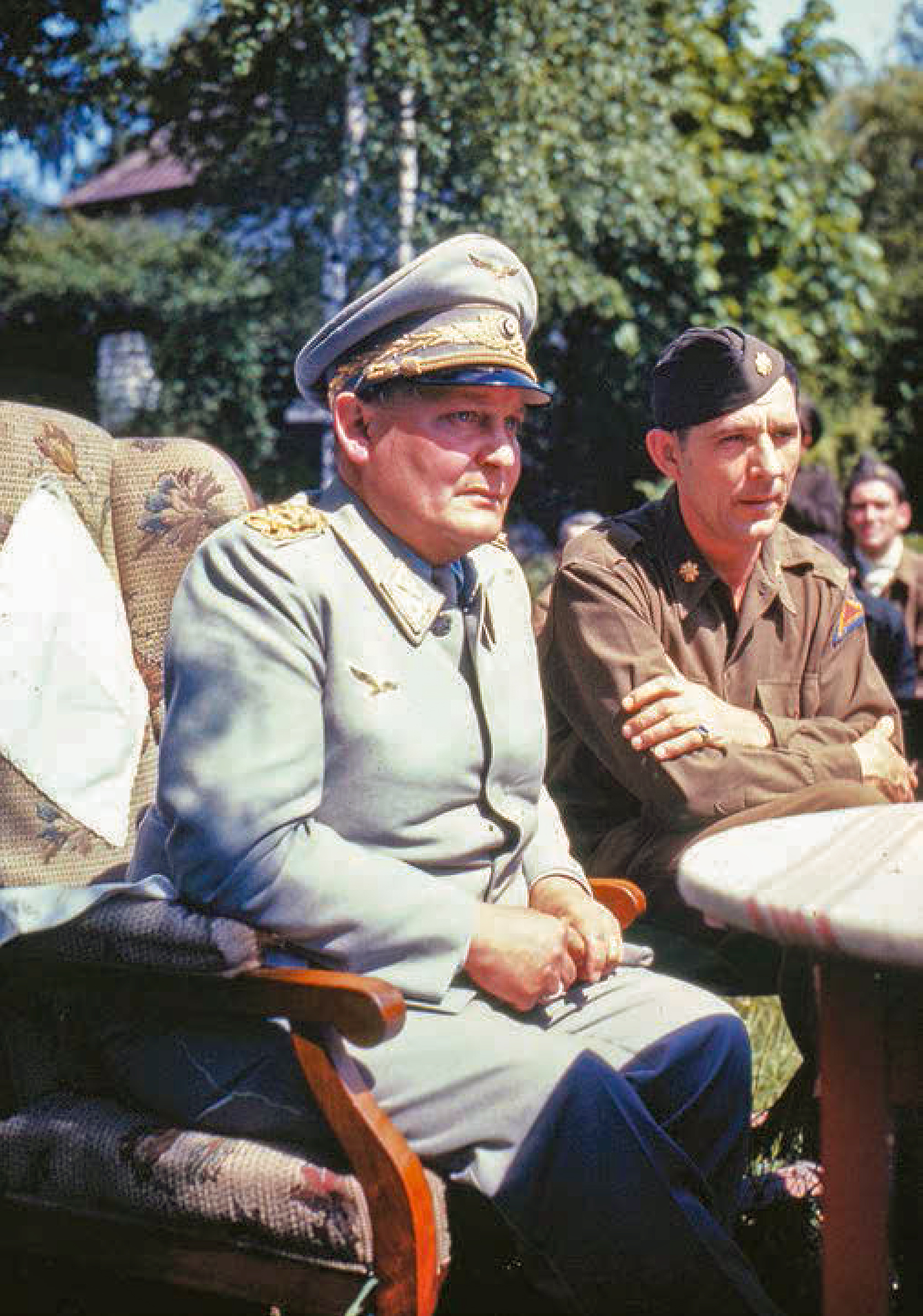
連合軍に逮捕された直後のゲーリング（1945年5月）。この時点でまだ国家元帥の制服を着用している。
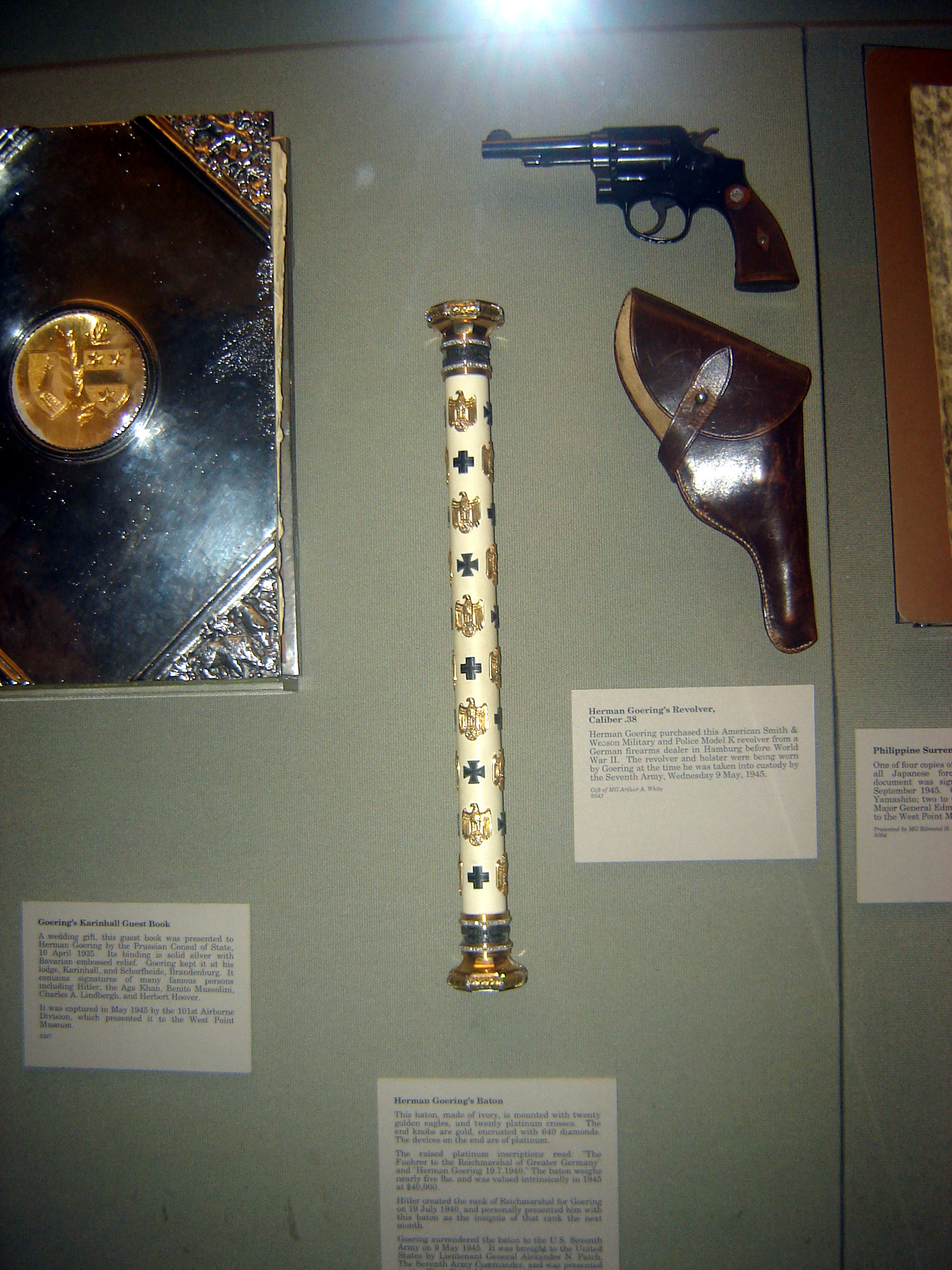
ゲーリングが実際に使用していた国家元帥杖とS&W M10（アメリカ陸軍士官学校博物館所蔵）
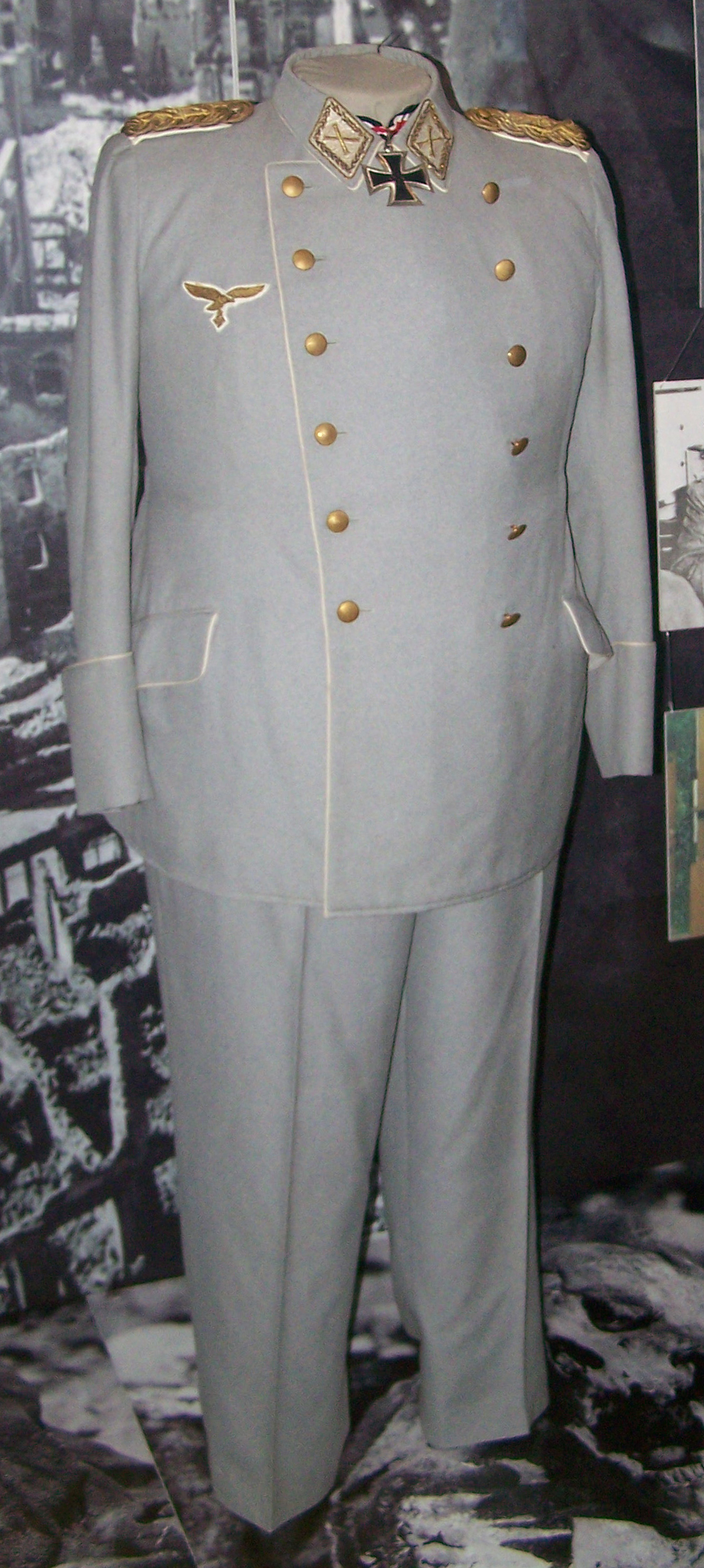
国家元帥制服の実物（ドイツ空軍博物館（英語版）所蔵）

国家元帥昇進までのゲーリングは空軍元帥の制服・階級章を着用していたが、昇進後はどちらも専用（唯一）のものを着用するようになり、陸海空軍元帥の上位の存在であることが明確に示された。
階級章は空軍将官と同じく白を基調としたもので、右胸や軍帽に着用する鷲章も空軍型のものであった。また、元帥杖も白のものを使用していた。